# Hrvatski povijesni muzej
Hrvatski povijesni muzej nacionalni je povijesni muzej trenutno smješten u Matoševoj ulici 9 na zagrebačkom Gornjem gradu.
Osim izložbene djelatnosti muzej ima ulogu prikupljanja, očuvanja, stručnog obrađivanja i dokumentacije muzejskih zbirki. U ukupno sedamnaest muzejskih zbirki nalazi se preko 300 000 predmeta, a koji obuhvaćaju razdoblje od ranog srednjeg vijeka do suvremenosti.
Muzej zasada nema stalni postav, već realizira povremene izložbe. To je uvjetovano ponajprije smještajem ove institucije na trenutnu lokaciju u gornjogradsku baroknu palaču Vojković - Oršić - Kulmer - Rauch. Dio muzejskih zbirki nalazi se u Meštrovićevu paviljonu (zgradi HDLU, popularnoj „Džamiji“) na Trgu žrtava fašizma u Zagrebu. Najavljenim preseljenjem u nekadašnju zgradu Tvornice duhana Zagreb u Klaićevoj ulici bit će moguće realizirati stalni postav i na muzeološki suvremen način prezentirati teme iz hrvatske prošlosti.
Unutar Hrvatskog povijesnog muzeja djeluje i Memorijalni muzej Ivan Goran Kovačić u Lukovdolu.
Hrvatski povijesni muzej državna je institucija financirana iz državnog proračuna, a Grad Zagreb sufinancira programsku djelatnost – izložbe, kataloge i edukativne programe.
Muzej posjeduje knjižnicu, a obavlja i izdavačku djelatnost.

## Povijest
Hrvatski povijesni muzej proizašao je iz „historičkog razdjela“, odnosno povijesnih zbirki nekadašnjeg Narodnog muzeja otvorenog za javnost u rujnu 1846. u zgradi Narodnog doma u Opatičkoj 18 u Zagrebu.
Danas je u istoj zgradi smješten Zavod za povijest hrvatske književnosti, kazališta i glazbe HAZU. Predmeti iz zbirki Narodnog muzeja postali su temeljem zbirki budućih Prirodoslovnog, Arheološkog i Hrvatskog povijesnog muzeja. Godine 1866. formirani su prvi takvi odjeli: naravoslovni (prirodoslovni) i starinski (arheološki). Prirodoslovni muzej prvi je dobio „stalno boravište“ 1968. godine u zgradi nekadašnjeg Amadeovoa teatra u Demetrovoj ulici broj 1, gdje se nalazi i danas.  Arheološki odjel postao je samostalna ustanova 1939. godine kada je Narodni muzej službeno prestao postojati, ali je naziv „Arheološki muzej“ dobio tek 1945. kada je preseljen na današnju adresu u palaču Vranyczany-Hafner na Trgu Nikole Šubića Zrinskog 19. Povijesne zbirke ostale su u sklopu Arheološkog odjela, a dio kamenih spomenika i dalje se nalazio u palači Narodnog doma u Opatičkoj ulici.
Godine 1951. formiran je Povijesni muzej Hrvatske, ali pod upravom Jugoslavenske akademije znanosti i umjetnosti.
Godine 1959. Zagreb je dobio novu gradsku vijećnicu, a gradonačelnik Većeslav Holjevac ustupio je Povijesnom muzeju Hrvatske na »besplatno korištenje« palaču u Matoševoj 9.  Povijesni muzej Hrvatske formalno je osnovan kao samostalna ustanova tek 21. prosinca 1962. kada je istupio iz Jugoslavenske akademije znanosti i umjetnosti.
Godine 1991. donesena je odluka o spajanju Povijesnog muzeja Hrvatske i Muzeja revolucije naroda Hrvatske (osnovanog 1945. godine sa zadaćom prikupljanja dokumenata iz narodno-oslobodilačke borbe) u jedinstvenu muzejsku ustanovu pod nazivom Hrvatski povijesni muzej.
Hrvatski povijesni muzej danas je matična muzejska institucija za sve povijesne muzeje i povijesne zbirke u okviru Mreže muzeja Republike Hrvatske.
U srpnju 2007. Vlada Republike Hrvatske otkupila je zgradu nekadašnje Tvornice duhana Zagreb, zaštićeno kulturno dobro i izvanredni primjer arhitekture industrijske baštine, s namjenom trajnog smještaja Hrvatskoga povijesnog muzeja. U tijeku su radovi preuređenja tvorničkog kompleksa kako bi se ispunili svi standardi potrebni za funkcioniranje muzeja. Preseljenjem na novu lokaciju Hrvatski povijesni muzej konačno će dobiti prostor u kojem će biti moguće ispuniti temeljnu zadaću ove institucije – realizirati stalni postav muzeja.

## Popis zbirki
- Dokumentarna zbirka I
- Dokumentarna zbirka II
- Likovna zbirka 20. stoljeća s tri podzbirke: 1. crteži, grafike i slike, 2. skulpture i 3. plakati.
- Sakralna zbirka
- Zbirka fotografija, filmova i negativa
- Zbirka heraldike i sfragistike
- Zbirka hladnog oružja
- Zbirka kamenih spomenika, numizmatike i arheološka zbirka
- Zbirka odlikovanja, medalja, plaketa i značaka
- Zbirka predmeta iz svakodnevnog života
- Zbirka slika, grafika i skulptura
- Zbirka varia
- Zbirka vatrenog oružja
- Zbirka zastava, zastavnih vrpci
- Zbirka odora

## Zbirke
Muzej ima sedamnaest zbirki s preko 300 000 predmeta.
Arheološka zbirka Hrvatskog povijesnog muzeja jedna je od novijih zbirki. Nekoliko predmeta dopremljeno je kao dar Narodnom muzeju početkom 20. stoljeća, a sav ostali inventar sakupljen je u drugoj polovini 20. stoljeća. Zbirka ima 721 predmet koji pripadaju razdoblju između 14. i 19. stoljeća.
Dvije Dokumentarne zbirke - Dokumentarna zbirka I i Dokumentarna zbirka II sadrže velik broj najrazličitijih predmeta dokumentarnog karaktera - statute, povelje, diplome, razglednice, fotografije, različite vrste tiska itd. Dokumentarna zbirka I vremenski obuhvaća razdoblje od 16. stoljeća do početka Drugoga svjetskog rata, a Dokumentarna zbirka II od početka 20. stoljeća do danas.
Kartografska zbirka sadrži karte, planove i atlase nastale u razdoblju od 16. stoljeća do suvremenih kartografskih izdanja s kraja 20. stoljeća. Zbirka ima više od 2000 predmeta.
Likovna zbirka 20. stoljeća sadržava tri podzbirke. Prvu podzbirku sačinjavaju crteži, grafike i slike, drugu skulpture, a treću plakati. Zastupljeni su umjetnici poput Ljube Babića, Emanuela Vidovića, Oskara Hermana, Naste Rojc, Ivana Meštrovića, Omera Mujadžića, Vladimira Becića, Antuna Motike, Marijana Detonija, Antuna Augustinčića, Vanje Radauša, Franje Mraza, Ede Murtića, Zlatka Price, Vlade Kristla, Borisa Bućana, Ivana Picelja, Vjenceslava Richtera, Aleksandra Srneca, Josipa Vanište, Ivana Kožarića, Sanje Iveković, Mladena Stilinovića i dr.
Numizmatička zbirka Hrvatskog povijesnog muzeja ima nešto više od 3000 predmeta. Većinu predmeta čini kovani i papirni novac država u čijem je sastavu bila Hrvatska tijekom 20. stoljeća (Austro-Ugarska, Kraljevstvo SHS, Kraljevina SHS, Kraljevina Jugoslavija, NDH te FNRJ i SFRJ). Manji dio predmeta čine kovanice iz antike, srednjeg i ranog novog vijeka te kovani i papirnati novac raznih europskih država.
Sakralna zbirka sadrži predmete koji su nastali u domaćim i stranim centrima u razdoblju od 9. do 20. stoljeća. Osim predmeta iz katoličkog obreda Sakralna zbirka sadržava i nekoliko predmeta pravoslavnog i židovskog obreda. Veličinom i kvalitetom izrade posebno se izdvaja kasnobarokni „Oltar obraćenja sv. Pavla“ koji se izvorno nalazio u župnoj crkvi sv. Marka u Zagrebu.
Jedna je od najvećih zbirki Zbirka fotografija, filmova i negativa koja sadrži fotografije, filmove, negative, albume i dijapozitive u razdoblju od početka 20. stoljeća do danas. Tijekom Domovinskog rata zbirka je povećana s 8000 fotografija i negativa koji dokumentiraju tadašnje događaje.
Zbrika herladike i sfragistike sadrži više od 5000 predmeta (grbovnica, grbova, rodoslovlja, pečatnjaka i pečata) koji obuhvaćaju razdoblje od 14. do kraja 20. stoljeća i vezani su uz područje kontinentalne, središnje Hrvatske.
Zbirka kamenih spomenika sadrži više od 200 predmeta koji obuhvaćaju razdoblje od 12. do 20. stoljeća s područja čitave Hrvatske. Nekoliko je predmeta iz inozemstva (Italija, Slovenija, Bosna i Hercegovina, Srbija).
Zbirka odlikovanja ima približno 4000 odlikovanja, što je najveća zbirka tog tipa u Hrvatskoj i regiji. Zastupljena su europska i svjetska odlikovanja od 19. stoljeća do danas. Najveći dio odlikovanja darovao je Muzeju 1982. godine dr. Veljko Malinar, kolekcionar iz Zagreba.
Zbirka odora sadrži oko 800 predmeta, uglavnom pojedinačne dijelove uniforma koje su bile korištene u Habsburškoj, odnosno Austro-Ugarskoj Monarhiji tijekom 19. i početkom 20. stoljeća. Manji dio zbirke sačinjavaju vojne uniforme iz vremena Kraljevine SHS i kasnije Kraljevine Jugoslavije, vojne uniforme iz vremena II. svjetskog rata i SFR Jugoslavije.
Zbirka oružja po broju predmeta i raznolikosti najznačajnija je zbirka tog tipa u Hrvatskoj. Obuhvaća razdoblje od 11. stoljeća do danas, a oružje potječe uglavnom s područja povijesnih zemalja Hrvatske, Slavonije i Dalmacije ili iz okolnih krajeva – naročito onih pod turskom vlašću. Zbirka sadrži više od 5500 predmeta koji su okupljeni u tri osnovne podskupine: hladno oružje, vatreno oružje i vojna oprema.
Zbirka predmeta iz svakodnevnog života ima preko 4000 predmeta koji obuhvaćaju razdoblje od razvijenog srednjeg vijeka (12. – 14.st.) do danas. Sačinjavaju je predmeti vezani uz stare obrte, pokućstvo, satovi i mjerni instrumenti, kućanski inventar i oruđe, razni odjevni predmeti među kojima posebnu podskupinu čine magnatske odore i nakit, potom osobni predmeti kao što su modni i toaletni pribor i drugi predmeti svakodnevne upotrebe.
Zbirka slika, grafika i skulptura ima preko 6000 predmeta. Zbirka slika ima preko 1200 djela, od čega su najveći dio portreti, zatim historijsko slikarstvo, vedute, pejzaži i žanr scene, a u najmanjem broju zastupljeno je sakralno slikarstvo. Potpisana su ili pripisana djela poznatih stranih (Jean Fouquet, Martin van Meytens Mlađi, Stephan Dorffmeister Stariji, J. B. Lampi Stariji, Johann Michael Millitz, Jean Auguste Dominique Ingres, Barbara Krafft, Johann Daniel Donat, Franz Eybl, Friedrich von Amerling, Josef Kriehuber, Ferdinand Georg Waldmüller, August Prinzhofer, Franz Schrotzberg, Wilhelm August Rieder i dr.) ili domaćih slikara (Johann Killian Herrlein, Vjekoslav Karas, Ivan Skvarčina, Jakov Stager, Mihael Stroy, František Wiehl, Josip Franjo Mücke, Ivan Zasche, Jakov Šašel, Vlaho Bukovac, Miroslav Kraljević, Joso Bužan, Ivan Tišov i dr.) ili pak kvalitetni radovi anonimnih umjetnika. Grafička zbirka danas ima preko 5000 listova, nastalih u vremenu od 15. do početka 20. stoljeća. Zbirka skulptura sastoji se od 125 djela, uglavnom portretnih bista i reljefa, radova Ivana Rendića, Antonia Canove, Antona Dominika Fernkorna, Ive Kerdića, Rudolfa Valdeca i dr. Unutar ove zbirke čuva se i nekoliko posmrtnih maski, među njima i maske bana Josipa Jelačića, Isidora Kršnjavog i Dore Pejačević.
Zbirka varia najmlađa je zbirka Hrvatskog povijesnog muzeja, osnovana 2002. godine. Vremenski obuhvaća razdoblje od 1918. do danas. Najveći broj predmeta odnosi se na razdoblje Drugoga svjetskog rata i socijalističke Jugoslavije. Sadrži predmete poput kazališnih kostima izrađenih u nuždi od ručno bojene padobranske svile i dijelova narodnih nošnji, ručno izrađenih predmeta u izbjegličkom logoru El Shatt, gramofonskih ploča s revolucionarnim pjesmama puštanim na radnim akcijama, dijela zida ustaškog logora s ispisanom porukom zatvorenika netom prije strijeljanja i slične predmete koji neposredno svjedoče o duhu svojega vremena.
Jezgru Zbirke zastava i zastavnih vrpci čini 150 zastava i stotinjak zastavnih vrpci. U Zbirci su sabrane: banderijske, vojne, državne, krunidbene, banske i županijske zastave, najstarije hrvatske nacionalne zastave (hrvatske trobojnice iz 1848.), zastave s elementima državne simbolike te one strukovnih i građanskih udruženja. Najstarije zastave u zbirki potječu iz 17. stoljeća.

## Izložbe
Hrvatski povijesni muzej zasada nema stalni postav, već realizira povremene izložbe. Preseljenjem na novu lokaciju  - u preuređeni prostor nekadašnje Tvornice duhana Zagreb -  muzej će konačno dobiti prostor u kojem će biti moguće ispuniti temeljnu zadaću ove institucije – realizirati stalni postav.
U lipnju 2013. otvara se izložba „Gnalić – blago potonulog broda iz 16. stoljeća“. Izložba donosi izbor iz zbirke „Teret potopljenog broda iz 16. st.“ Zavičajnog muzeja Biograd na Moru i na njoj se mogu vidjeti predmeti s potonulog trgovačkog broda, koji su bili pod morem gotovo 400 godina.

Povodom 90. obljetnice rođenja i 60. obljetnice smrti Ivana Gorana Kovačića 11. srpnja 2003. otvoren je novi stalni postav u pjesnikovoj rodnoj kući u Lukovdolu u Memorijalnom muzeju I. G. Kovačića.

Na stranicama muzeja može se pogledati virtualna izložba "Patriotski prsteni - zlato za željezo".

Od proteklih, vrlo uspješnih izložbi Hrvatskog povijesnog muzeja, valja izdvojiti sljedeće:
- Iso Kršnjavi - veliki utemeljitelj/ministar europskog duha, 22. studenoga 2012. – 19. svibnja 2013.
- Domovinski rat, 1. prosinca 2011. – 28. listopada 2012.
- Kubure i kuburluci - pištolji iz Zbirke oružja Hrvatskog povijesnog muzeja, 27. srpnja - 15. listopada 2011.
- Uspomene /na/ jednog bana - ostavština Jelačić u Hrvatskom povijesnom muzeju, 5. studenog 2009. – 2. listopada 2011.

## Poveznice
- Popis muzeja u Hrvatskoj

## Vanjske poveznice
- Hrvatski povijesni muzej
- Hrvatski povijesni muzej seli se u Klaićevu[neaktivna poveznica], HRT, 30. siječnja 2013.
- Hrvatski povijesni muzej Hrvatska tehnička enciklopedija, portal hrvatske tehničke baštine. LZMK